# Rhodobryum le-ratii
Rhodobryum le-ratii là một loài rêu trong họ Bryaceae. Loài này được Paris & Broth. mô tả khoa học đầu tiên năm 1906.